# Силвия Дей
Силвия Дей (на английски: Sylvia Day) е американска писателка на бестселъри в жанра еротичен исторически, паранормален и съвременен любовен роман и еротичен трилър. Пише и фентъзи под псевдонимите Ливия Деър (Livia Dare) и С. Дж. Дей (S J Day).

## Биография и творчество
Силвия Джун Дей е родена на 11 март 1973 г. в Лос Анджелис, Калифорния САЩ. Има японски корени по майчина линия. Отраства в Ориндж Каунти, а по-късно живее в Муриета и Оушънсайд.
Работила е като преводач от руски език във военното разузнаване на американската армия. След уволнението си от армията започва да пише еротични исторически любовни романи. Впоследствие се насочва и към съвременните и паранормални еротични любовни романи и трилъри. Героините в произведенията ѝ са жени, които търсят сексуално удоволствие дори в момент, когато не им е позволено.
През 2005 г. е публикуван първият ѝ любовен роман „Snaring the Huntress“.
През 2012 г. е издадена първата книга „Открита пред теб“ от емблематичната ѝ поредицата „Кросфайър“. Романът става международен бестселър и достига популярността на книгите на Е. Л. Джеймс.
Произведенията на писателката често са в списъците на бестселърите на „Ню Йорк Таймс“. Те са преведени на различни езици и са издадени в над 40 страни по света, като романите от серията „Кросфайър“ са били бестселъри в 28 страни.
В периода 2012 – 2013 г. е президент на борда на Асоциацията на писателите на любовни романи на Америка (RWA). Една от основателките на сайта „Passionate Ink“, за популяризиране на творчеството но писателите на еротични любовни романи към RWA.
Силвия Дей живее със семейството си в Лас Вегас, и в Манхатън, Ню Йорк.

## Произведения

### Като Силвия Дей

#### Самостоятелни романи
- Snaring the Huntress (2005)
- Declassified: Dark Kisses (2006)
- The Stranger I Married (2006)
- Pride and Pleasure (2011)
Гордост и наслаждение, изд. „Софтпрес“, София (2016), прев. Лора Дафинова
- Seven Years to Sin (2011)
Седем години копнеж, изд. „Софтпрес“, София (2015), прев. Милена Радева
- Scandalous Liaisons (2012)
- Spellbound (2013)
- So Close (2016)
- Butterfly in frost (2019)
Пеперуда в леда, изд. „Софтпрес“, София (2020), прев.

#### Серия „Мъже от Джорджия“ (Georgian)
1. Ask For It (2006)
2. Passion for the Game (2007)
3. A Passion for Him (2007)
4. Don't Tempt Me (2008)

#### Серия „Желани защитници“ (Dream Guardians)
1. Pleasures of the Night (2007)
2. Heat of the Night (2008)

#### Серия „Жажда за плът“ (Carnal Thirst)
1. Misled (2009)
2. Kiss of the Night (2009)

#### Серия „Падналите ангели“ (Renegade Angels)
1. A Touch of Crimson (2011)
2. A Hunger So Wild (2012)
3. A Taste of Seduction (2013)

#### Серия „Кросфайър“ (Crossfire)
1. Bared to You (2012)
Открита пред теб, изд. „Софтпрес“, София (2012), прев. Милена Радева
2. Reflected in You (2012)
Отразена в теб, изд. „Софтпрес“, София (2013), прев. Милена Радева
3. Entwined With You (2013)
Опиянена от теб, изд. „Софтпрес“, София (2013), прев. Цветомира Панчева
4. Captivated by You (2014)
Обсебена от теб, изд. „Софтпрес“, София (2014), прев. Милена Радева, Цветомира Панчева
5. One with You (2016)
Обречена на теб, изд. „Софтпрес“, София (2016), прев. Милена Радева

#### Серия „Скрити преследвачи“ (Shadow Stalkers)
1. Razor's Edge (2013)
Защитен свидетел – По ръба, изд. „Skyprint“, София (2018), прев.
2. Taking the Heat (2013)
3. Blood and Roses (2012)
4. On Fire (2013)

#### Серия „Джакс & Джия“ (Jax & Gia)
1. Afterburn (2013)
Екстаз, изд. „Софтпрес“, София (2017), прев. Лора Дафинова
2. Aftershock (2014)
Еуфория, изд. „Софтпрес“, София (2017), прев. София Павлова

#### Сборници
- Bad Boys Ahoy! (2006)

### Като С. Дж. Дей

#### Серия „Белязана“ (Marked)
1. Eve of Darkness (2009)
2. Eve of Destruction (2009)
3. Eve of Chaos (2009)
4. Eve of Sin City (2010)
5. Eve of Warfare (2010)
6. Warfare and Sin City (2013)

### Като Ливия Деър

#### Серия „Сапфир“ (Sapphire)
1. In the Flesh (2009)